# Sprachpanscher des Jahres
Sprachpanscher des Jahres ist ein Negativpreis, den der Verein Deutsche Sprache seit 1997 „für besonders bemerkenswerte Fehlleistungen im Umgang mit der deutschen Sprache“ verleiht. Im Jahr der ersten Verleihung hieß er „Sprachschuster des Jahres“. Mit der Preisverleihung wird vor allem die Verwendung von Anglizismen kritisiert; der Preis stehe „für das unnötige Verdrängen deutscher Begriffe durch Importe aus dem angelsächsischen Ausland sowie für die Demontage des Deutschen als Sprache von Kultur und Wissenschaft ganz allgemein“.
Als „Sprachpanscher“ bezeichnet der Verein Menschen, die bewusst oder aufgrund mangelnder Kenntnis ständig neue „trendige“ Wörter verwendeten, auch wenn es gebräuchliche deutsche Bezeichnungen dafür gebe. Von den Benutzern werde dies häufig mit dem Argument „Für manche Sachen gibt es kein treffendes deutsches Wort“ gerechtfertigt, während Menschen, die zum vorsichtigen Umgang mahnten, oft als „Ewiggestrige“ bezeichnet würden. Der Verein vertritt die Auffassung, zwischen muttersprachlichen und fremdsprachlichen Ausdrücken würden kleine Bedeutungsunterschiede konstruiert, um die Unerlässlichkeit der Lehnwörter zu untermauern.
Der Preis ähnelt der französischen Académie de la Carpette anglaise.

## Preisträger
| Jahr      | Preisträger                                                              | Begründung |
| --------- | ------------------------------------------------------------------------ | --- |
| 1997 Anm. | Jil Sander, Modeschöpferin                                               | „Mein Leben ist eine giving-story. Ich habe verstanden, dass man contemporary sein muss, das future-Denken haben muss. Meine Idee war, die hand-tailored-Geschichte mit neuen Technologien zu verbinden. Und für den Erfolg war mein coordinated concept entscheidend, die Idee, dass man viele Teile einer collection miteinander combinen kann. Aber die audience hat das alles von Anfang an auch supported. Der problembewusste Mensch von heute kann diese Sachen, diese refined Qualitäten mit spirit eben auch appreciaten. Allerdings geht unser voice auch auf bestimmte Zielgruppen. Wer Ladyisches will, searcht nicht bei Jil Sander. Man muss Sinn haben für das effortless, das magic meines Stils.“ |
| 1998      | Ron Sommer, Vorstandsvorsitzender der Deutschen Telekom                  | Sunshine- und Moonshine-Tarif, Short-Distance-Call, City-Call, German-Call |
| 1999      | Johannes Ludewig, Vorstandsvorsitzender der Deutschen Bahn AG            | Service Point, ticket counter, db-lounge |
| 2000      | Andreas Heldrich, Rektor der Ludwig-Maximilians-Universität München      | unter anderem für Masterstudiengänge und Credit-Point-Systeme sowie den Vorschlag, die Fakultäten und Fachbereiche in departments umzubenennen |
| 2001      | Wolfgang H. Zocher, Vorsitzender des Bundesverbandes Deutscher Bestatter | funeral master als neues Berufsbild bei Bestattungsunternehmen, eternity als Name für eine jährlich stattfindende Fachmesse sowie peace box statt Sarg |
| 2002      | Klaus Zumwinkel, Vorstandsvorsitzender der Deutschen Post AG             | One stop shopping, Global mail, Mailing Factory, Fulfillment, Stampit, Postage point, Freeway, Easytrade, Funcard mailing, Travel service, Speed booking |
| 2003      | Gerhard Mayer-Vorfelder, DFB-Präsident                                   | Home & Away Shirts, Signature Shirts, Reversible Tops |
| 2004      | Markus Schächter, ZDF-Intendant                                          | Kiddie contests, Webcam Nights, Sendungen wie History oder Nightscreen |
| 2005      | Herbert Beck, Direktor des Frankfurter Städel-Museums                    | Member’s Night, Art Talk for Families, Holbein’s Lounge |
| 2006      | Günther Oettinger, Ministerpräsident von Baden-Württemberg               | für seine Äußerungen in einem SWR-Interview: „Englisch wird die Arbeitssprache. Deutsch bleibt die Sprache der Familie und der Freizeit, die Sprache, in der man Privates liest.“ |
| 2007      | Hartmut Mehdorn, Vorstandsvorsitzender der Deutschen Bahn                | Service Point, counter, McClean |
| 2008      | Klaus Wowereit, Regierender Bürgermeister von Berlin                     | für den Werbespruch Be Berlin sowie Werbefahnen am Brandenburger Tor mit Texten wie Power for Peace – Power for unity – Power for understanding |
| 2009      | Deutscher Turner-Bund                                                    | für „das gedankenlose Übernehmen“ englischer Begriffe wie Slacklining, Gymmotion, Speedjumping oder Speedminton sowie für Veranstaltungen wie Feel Well Woman oder Sport for Fun |
| 2010      | Fritz Pleitgen (stellvertretend für RUHR.2010)                           | aufgrund vieler „denglischer“ Imponiervokabeln rund um die Kulturhauptstadt Essen 2010 (freiwillige Helfer wurden etwa als volunteers bezeichnet, ein Kooperationsprojekt mit den europäischen Partnerstädten heißt Twins, Städte des Ruhrgebiets werden im Programm als Local Heroes bezeichnet) |
| 2011      | René Obermann, Vorstandsvorsitzender der Deutschen Telekom               | weil „die Deutsche Telekom […] ihre Kunden über Jahre hinweg mit englischen Sprachimporten verärgert“ habe. Nahezu alle Tarife des Unternehmens hätten englische Namen. |
| 2012      | Andrew Jennings, Vorstandsvorsitzender der Kaufhauskette Karstadt        | Seit der Übernahme des Vorstandssitzes durch Andrew Jennings werbe das Unternehmen noch stärker mit Begriffen wie modern and full of life oder Midseason-Sale und kidswear. |
| 2013      | Duden                                                                    | für ein „sprachliches Imponiergehabe“, das sich laut VDS im Glanze einer quasi amtlichen Zustimmung sonnen dürfe |
| 2014      | Ursula von der Leyen, Bundesverteidigungsministerin                      | Von der Leyen hielt ihre Rede bei der 50. Münchner Sicherheitskonferenz am 31. Januar 2014 auf Englisch. |
| 2015      | Wolfgang A. Herrmann, Präsident der Technischen Universität München      | Herrmann plane, für nahezu jeden Masterstudiengang der TU München die deutsche Sprache abzuschaffen und auf Englisch umzustellen. |
| 2016      | Thomas Bellut, ZDF-Intendant                                             | Kiddie Contests, Webcam Nights und das neue Format „I can do that – die große Promi-Challenge“, die die Zuschauer vom Weiterschalten abhalten sollen |
| 2017      | Evangelische Kirche in Deutschland                                       | godspots, Moments of Blessing, BlessU-2, und alle kranken Menschen auch (statt „und unsern kranken Nachbarn auch“) |
| 2018      | Deutscher Fußball-Bund                                                   | Best never rest |
| 2019      | Stefan Schostok, Oberbürgermeister von Hannover                          | Vorschriften zur Hannoverschen Behördensprache, zum Beispiel Mitarbeiter*innen, Redepult statt Rednerpult oder Lehrende statt Lehrer |
| 2020      | Tagesschau und heute-Nachrichten                                         | „In Zeiten von Corona haben die Nachrichten-Flaggschiffe Wörter wie Lockdown, Homeschooling, Social Distancing, Homeoffice usw. nicht hinterfragt, sondern einfach übernommen. Diese Anglizismen zeigen, wie wenig Interesse Tagesschau und heute-Nachrichten haben, die Menschen in ihrer eigenen Muttersprache zu informieren.“ |
| 2021      | Ursula von der Leyen, Präsidentin der Europäischen Kommission            | für mangelnde Nutzung der Muttersprache |
| 2022      | Ulrike Lembke, Richterin am Verfassungsgericht Berlin                    | für „Rechtfertigung des Gendersternchens mit Scheinargumenten“ in einem Gutachten |
| 2023      | Bettina Stark-Watzinger, Bundesministerin für Bildung und Forschung      | Dafür, dass die FDP-Politikerin in deutschen Behörden Englisch als Verwaltungssprache einführen wolle. Das sei nicht nur ein teures und bürokratisches Projekt; vielmehr entwerte es die Stellung der deutschen Sprache. |
| 2024      | Ursula Staudinger, Rektorin der Technischen Universität Dresden          | dafür, dass an der TUD im April 2024 im Anschluss an einen „E-Teaching-Day“ zu einer „Fuck-Up-Night“ mit „Geschichten des Scheiterns“ eingeladen worden sei; die Veranstaltungsankündigung sei „ein besonders eindrückliches Beispiel dafür, dass die Universitäten die sprachliche Bindung zum Rest der Republik verlieren“ |

## Rezeption
In den Medien, von Sprachwissenschaftlern sowie von Preisträgern und Kandidaten wird der Negativpreis zum Teil stark kritisiert. So schrieb der Linguist Anatol Stefanowitsch anlässlich der Bekanntgabe der Kandidatenliste 2011 von „substanzlosen und schwer bis gar nicht überprüfbaren Behauptungen“ und „Sprachpanscherhatz“. Er lobte dabei die Reaktion der Bundesagentur für Arbeit auf ihre Nominierung, die unter dem Titel Knapp daneben ist auch vorbei: „Verein Deutsche Sprache“ schlägt den falschen Hund darauf hingewiesen hatte, dass sie nicht für die Wahl des kritisierten Begriffs „Jobcenter“ verantwortlich sei und dass Begriffe wie „Coaching“ oder „Start-Up“ als „fester Bestandteil einer Sprache, die in der globalisierten Geschäftswelt gesprochen wird“, nicht rätselhaft seien. Eine Sprecherin der Redaktion des Duden, dem der Negativtitel 2013 verliehen wurde, wies die Kritik des VDS mit den Worten „Wir machen die Sprache nicht, wir bilden sie objektiv ab“ zurück.